# Orestia bulgarica
Orestia bulgarica es una especie de insecto coleóptero de la familia Chrysomelidae.
Fue descrita científicamente en 1910 por Heikertinger.